# The Dogg
The Dogg (właś. Martin Morocky; ur. 31 marca 1983 w Maheba, Zambia) – namibijski muzyk pochodzenia zambijskiego.
The Dogg jest pionierem gatunku kwaito, uznawanym za jednego z najwybitniejszych jego przedstawicieli. Kwaito jest połączeniem wykonywanej w wolniejszym tempie muzyki house z typowymi afrykańskimi dźwiękami (melodie, rytmy i harmonie) oraz samplami (zapętlona perkusja i głębokie linie basowe).
Artysta debiutował w 2004 roku albumem Shimaliw' Osatana, będącym pierwszym namibijskim albumem kwaito. Określony jako sztandarowe dzieło gatunku kwaito w Namibii, album ten został przychylnie przyjęty przez krytyków.
The Dogg był członkiem grupy Omalaeti O'Swapo, która w 2004 roku wydała jedyny album pod tym samym tytułem. Album został pozytywnie przyjęty przez kraje południowej Afryki (Botswana, Angola, Zambia czy Zimbabwe). Muzyk koncertował w krajach europejskich (np. we Francji i Wielkiej Brytanii) oraz w Kanadzie.
Artysta był trzykrotnie nominowany oraz dwukrotnie nagradzany w południowoafrykańskiej stacji muzycznej Channel O nagrodą "Channel O Music Video Awards".
Martin Morocky jest właścicielem wytwórni płytowej Mshasho Productions.

## Dyskografia
- 2004 – Shimaliw' Osatana (RC Ghetto)
- 2004 – Take Out Yo Gun (Mshasho)
- 2006 – Introducing TeeDee (Mshasho/KOOL Production)
- 2007 – You Can't Ignore (Mshasho/KOOL Production)
- 2009 – This Is My Time (Mshasho)
- 2010 – The Power of 7 (Elevating Elevators, Mshasho)
- 2011 – The Deception (Mshasho)